# Portrait de Lucie Kahnweiler
Portrait de Lucie Kahnweiler ou Portrait de Madame Kahnweiler est un tableau réalisé par le peintre français André Derain en 1913. Cette huile sur toile est un portrait de l'épouse de Daniel-Henry Kahnweiler tenant un livre. Elle est conservée au musée national d'Art moderne, à Paris.